# Drepanosticta berinchangensis
Drepanosticta berinchangensis là loài chuồn chuồn trong họ Platystictidae. Loài này được Kemp miêu tả khoa học đầu tiên năm 1994.